# Michel de Montaigne
Michel Eyquem de Montaigne (28. února 1533 – 23. září 1592) byl francouzský renesanční myslitel, humanista, skeptik. Dal vzniknout novému literárnímu žánru – eseji.

## Život
Narodil se 28. února 1533 v Périgordu na zámku Montaigne jako třetí syn bohatého vinaře a obchodníka. Byl gaskoňským šlechticem, který pocházel z prostředí nobilizovaných (do šlechtického stavu povýšených ) obchodníků. Montaignův otec Pierre Eyquiem de Montaigne zastával různé funkce v bordeauxském parlamentu a stal se i starostou města. Matka Antoinette de Louppes pocházela z rodiny španělských obchodníků, kteří uprchli před inkvizicí do Francie.

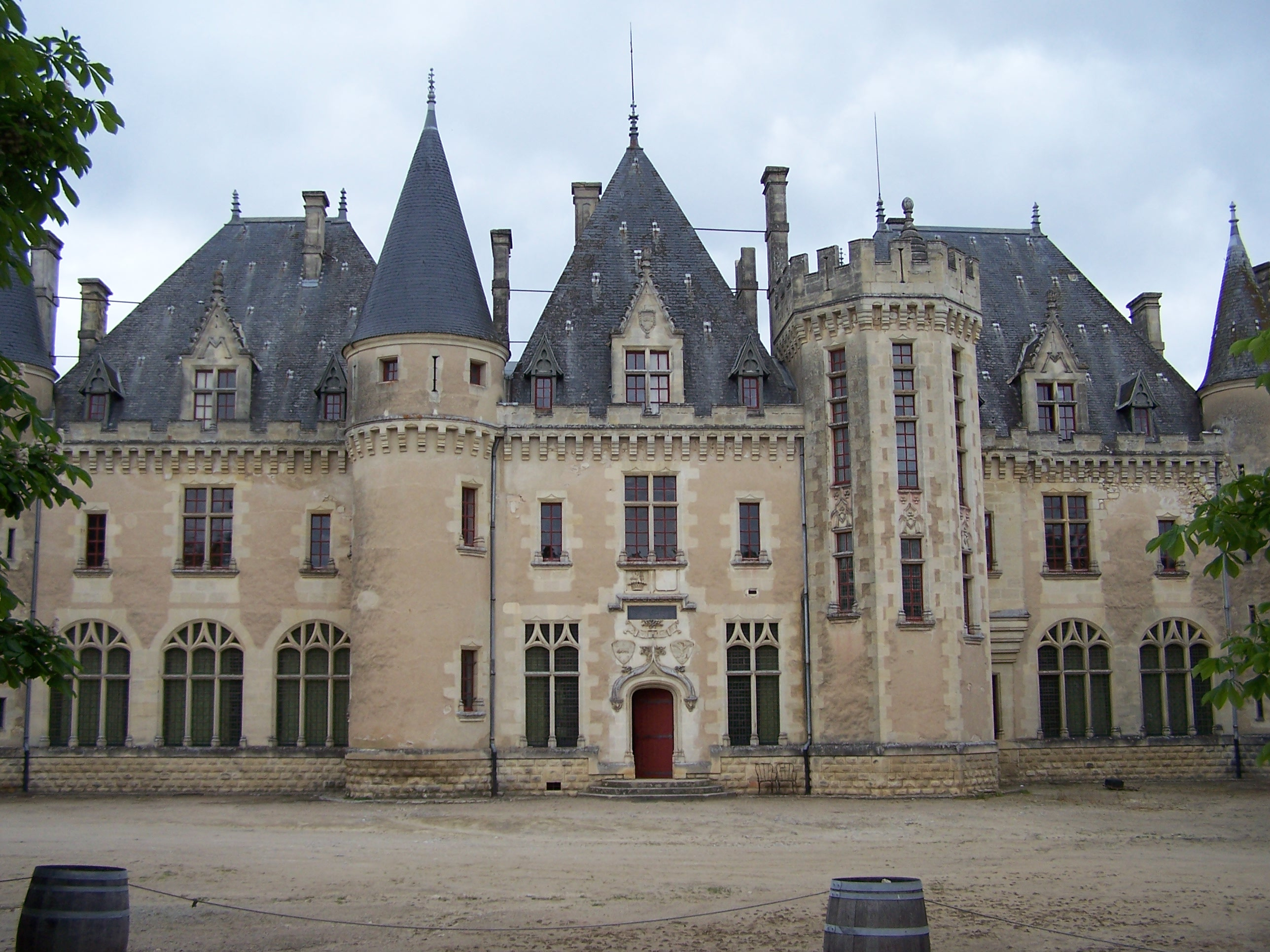
Château de Montaigne (Dordogne, Francie)

Jelikož otci záleželo na tom, aby jeho syn byl fyzicky zdatný, poslal ho hned po narození do vesnice Papessus mezi drvoštěpy. Díky otci získal rovněž vynikající humanistické vzdělání. Od dětských let se o něho staral německý vychovatel, který s ním hovořil pouze latinsky. Díky tomu Montaigne později ovládal latinu stejně dobře jako svůj mateřský jazyk. Znalosti získané domácí výchovou si pak rozšířil na koleji v Bordeaux, kde studoval od 6 do 13 let. O tom, zda měl možnost studovat na jedné z jihofrancouzských univerzit, nejsou spolehlivá svědectví. Avšak z jeho znalosti starověké i soudobé vědecké a filosofické literatury můžeme vyvozovat neustálé sebevzdělávání a vytrvalou četbu. Nicméně Montaigne se nikdy nestal profesionálním vědcem, filosofem ani bohoslovcem. A i když během svého života zastával řadu veřejných funkcí (1581 a 1584 byl dokonce zvolen starostou města Bordeaux), sám tvrdil, že své politické činnosti nepřikládá nijak zvláštní význam.

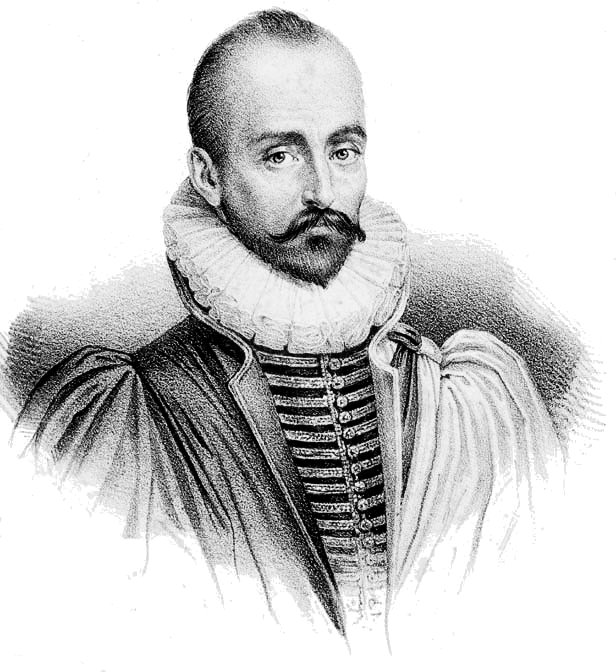
Michel de Montaigne

V roce 1558 navázal přátelství s Etienem de la Boétiem. Jejich známost trvala sice pouhých pět let, Etien v roce 1563 umírá, avšak Montaigne na něho vzpomínal celý život. V roce 1565 se oženil s Francoise de La Chassaigne, ale neměl k ní nijak blízký vztah. Celkem z manželství vzešlo pět dcer, jen jedna Montaigne přežila. Když v roce 1568 zemřel jeho otec, zdědil Montaigne velký majetek a přestěhoval se na rodinný zámek. Toužil strávit zbytek života klidně a bavit se četbou. Za tímto účelem dal přestavět třetí patro věže svého zámku na svou pracovnu, v níž si zřídil rozsáhlou knihovnu a zdi věže dal pokrýt citáty starověkých autorů. V roce 1572 zde zahájil práci na první knize Esejí. Na tomto svém díle pak pracoval víceméně až do smrti.

## Eseje
Tato kniha je souborem článků a poznámek na nejrozmanitější themata. Výklady se svou formou blíží živé, vtipné a nenucené rozmluvě. Velmi charakteristické je to, že Eseje nejsou napsány latinsky, nýbrž živou, hovorovou francouzštinou.
Montaigne se touto knihou staví proti tehdejší vzdělanosti, kterou představovaly především univerzity, kde vládl jazyk učené latiny. Vznáší námitky proti této „oficiální“ univerzitní filosofii, která již postrádá jakýkoli vztah k životu a klesla na úroveň prázdných slovních střetů. Za tento stav viní především vládu tradice a autority ve filosofii, kdy Aristoteles je bohem scholastické vědy a pochybovat o jeho učení je rouhání. Taková filosofie, která je založena pouze na obecně schválených názorech, si nemůže podle Montaigne činit nárok na pravdu. Opravdová filosofie vyžaduje svobodný a nezaujatý pohled na svět. Jeho postoj vyjadřuje už volba jazyka knihy. Eseje jsou psány francouzsky „jazykem pařížského tržiště“, nikoli latinou. Montaigne zde nevytváří nějaký ucelený přehled svých myšlenek a filosofie, není zde žádný logický plán nebo posloupnost. Jsou to volné úvahy o světě, o životě, o člověku, a především o sobě samém. Objektem všech Montaignových úvah a myšlenek je především on sám, protože „každý člověk v sobě nese celou podobu lidského údělu.“ Autor hledá smysl života v sobě samém, v přirozenosti člověka. Autor se obrací k minulosti, klade důraz na rozum. Toto dílo bylo zakázáno a sám autor byl za toto dílo dán do klatby. Katolická církev zařadila roku 1676 Montaignovy „Eseje" na Index zakázaných knih.

### České překlady
- Eseje. Překlad Václav Černý. Vyd. 1., Praha: Arbor vitae, 2021 (2008). 748 s., ISBN 978-80-86300-92-4.
- Eseje. Překlad Václav Černý. Vyd. 2., Praha: ERM, 1995. 382 s. Eseje, korespondence, paměti. ISBN 80-85913-12-7.
- Eseje. Překlad Václav Černý. Vyd. 1. Praha: Odeon, 1966. 394 s., [4] l. obr. příl. Živá díla minulosti; sv. 47.
- Essaye: (výbor). Přeložil Jaroslav Dvořáček. V Praze: J. Otto, 1917. 152 s. Světová knihovna; č. 1255-1257.

## Montaignův skepticismus
Základem jeho filosofických úvah je skepticismus, příznačný pro celou renesanční epochu. Ta se od začátku vymezovala proti scholastickému aristotelismu a ukazovala potřebu racionálně ověřit a zrevidovat všechny scholastické teze, které byly přijímány jako nepopiratelné principy. Proto pro Montaigne není obecné uznání důkazem. Je-li nějaká pravda obecně uznávána, není proto ještě pravdou, ale naopak, právě proto podléhá rozumové kontrole. A právě proti sebejisté učenosti staví původní nevědění, které představuje předpoklad rozumového poznání. Od útlaku nekritických představ se můžeme osvobodit jedině tak, přiznáme-li svou nevědomost. Tento jeho postoj je velice podobný učené nevědomosti Mikuláše Kusánského, avšak u Montaigne chybí prvek intuice. To ovšem neznamená, že Montaigne by byl pouze skeptikem. Byl ovlivněn nejrůznějšími názory a filosofickými školami různých období a epoch. Montaigne učí jen prastarým pravdám, je vlastně absolutně nepůvodní, a skoro každá jednotlivá myšlenka se najde ve starověké filosofii nebo křesťanství. A přece je celek originální tím, co vybral a jak to říkal v určitých společenských podmínkách. Stejně tak můžeme tedy na Montaigne nahlížet jako na epikurejce, který nás nabádá, abychom se zbytečně v ničem neomezovali a nebáli se vychutnat si rozkoše, které pozemský život nabízí. Ale stejně tak můžeme Montaigne chápat jako stoika. V tomto stoickém duchu se ve svých esejích vyjadřuje například o smrti. „A následkem toho, jestliže nás smrt děsí, stává se pramenem ustavičné muky, proti které léku není.“ Ten, kdo se chce zbavit strachu ze smrti, musí ji mít neustále na mysli. Je podle něj pošetilé se o smrti nebavit, nemyslet na ni, snažit se ji zmírňovat různými eufemismy. Protože potom když smrt přijde, je šok z ní o to větší. Proto se musíme s tímto fenoménem vypořádat jinou cestou. „Zbavme ho jeho cizoty, věnujme se mu, ochočme ho, nemějme nic často na mysli tak jako smrt.“ Je proto záhodno užívat života, dávat si pouze takové cíle, u kterých můžu spatřit konec svého snažení. Smrt není pro Montaigne nic strašného, neboť živého se netýká, protože ještě žije, a mrtvého se už netýká, protože je mrtvý. Podle Montaignova soudu si tedy nemá cenu dělat celý život starosti s něčím, co nakonec trvá jen krátce. Také člověk, který dobře prožil svůj život se smrti bude bát méně. „Jestliže jste života notně užil, můžete ho být syt a odejděte spokojen. Jestliže jste ho užít nedovedl, nebyl-li vám k ničemu, co vám záleží na tom, ztrácíte-li jej, k čemu ho ještě chcete?“ Ze stejného stoického hlediska hodnotí Montaigne i sebevraždu. Připouští její oprávněnost, ale pouze v určitých případech. „Mně osobně se zdá, že nejomluvitelnějšími pohnutkami sebevraždy jsou nesnesitelná bolest a jistota nějaké, ještě horší smrti.“ Naopak sebevraždu, jejímž prostřednictvím se člověk pokouší uniknout problémům, místo aby jim mužně čelil, považuje za zbabělost.

## Relativizace vědění
Za základ každého vědění považuje Montaigne smyslovou zkušenost. Zároveň ale přiznává smyslovým údajům značnou nespolehlivost a proměnlivost. V duchu antického skepticismu také uvádí řadu důvodů proti jistotě smyslového poznání. Toto stanovisko však nevede k odvratu od vědění nebo k agnosticismu. Popření a pochybování se totiž nevztahuje na vědění vůbec, ale na vědění jako výsledek. Dokonalé, absolutní, úplné vědění neexistuje. Nedochází tedy k odmítnutí vědění jako takového, nýbrž to, co se odmítá, je přesvědčení o naší vševědoucnosti. Naše vědění totiž nemůže být v daném okamžiku jiné, nežli relativní. Jako příklad uvádí Koperníkův obraz světa, který vyvrátil geocentrické představy, jež panovaly po tisíciletí, a sám k tomu říká: „A kdo ví, zda nějaký třetí názor nevyvrátí za tisíc let oba předcházející?“ Člověk je tedy schopen poznávat věci a mít určité vědění, avšak nikdy nesmí toto vědění pokládat za konečné a absolutní, nýbrž musí mít vždy na paměti jeho relativnost a tudíž i jeho proměnlivost. Vědění je tedy pro Montaigne neustávající proces bez pevné cesty a bez konce.

## Odmítnutí antropocentrismu
Montaigne vystupuje proti humanistickému antropocentrismu, který má své kořeny především v novoplatonismu florentské akademie. Již od počátků humanismu se jeho zastánci snaží ukázat jak vznešený tvor je člověk. Vymezují se tak proti tradici, která viděla člověka jako ubohého tvora zasaženého prvotním hříchem, který nemá nějakou svobodnou vůli, a který může být spasen jedině díky Boží milosti. Naproti tomu Marsilio Ficino (vůdčí postava florentské akademie) staví člověka do středu univerza jako nejvznešenějšího ze všech tvorů. Montaigne ale odmítá líčit člověka jako střed vesmíru, jako nejdokonalejší bytost, pro kterou bylo vše ostatní stvořeno. Člověk už není součástí hierarchického schématu, v němž mu náleží privilegované místo. V přírodě totiž žádná hierarchie neexistuje. Pravá důstojnost člověka nespočívá v jeho povyšování z přírodního do božského stavu, ale v tom, aby si uvědomil, že je částečkou velkolepé a neustále se měnící přírody. Člověk jako součást přírody si tedy už nemůže činit nárok na zvláštní božskou péči. Tím ovšem Montaigne člověku neupírá jeho hodnotu. Pouze ho navrací přírodě jako její nedílnou součást. Svoboda jedince se pak projevuje v tom, že uzná přírodní zákon a bude jednat ve shodě s ním.

## Mravní učení
Montaigne velmi horlivě chválí filozofii, která učí životu. Svůj etický ideál přijal Montaigne v základě od stoiků a epikurejců, značně ho však pozměnil v duchu humanismu a individualismu renesance. Člověk musí žít podle přírody.
Mravní učení je třeba vybudovat na přirozených základech, neboť ani obyčeje, ani náboženství nám nepomohou vypracovat učení o správném chování. Chce takovou etickou filosofii, která by nebyla odtržená od skutečného života. Odmítá nějaké abstraktní teoretizování, které nemá žádný vztah ke skutečnému světu. Jako příklad uvádí traktáty o lásce, které napsali různí novoplatonici např. Marsilio Ficino. „Moje páže lásku dobře zná a leccos o ní ví…, i když všichni mluví o něm, o jeho myšlenkách a skutcích, nic z toho nepochopí." Buduje mravnost na přírodních zákonech a na jednotě duše a těla, které od sebe odmítá oddělovat. Dobrem člověka pro něj není jen dobro duše, ale dobro a štěstí celého člověka. Odmítá nesmrtelnost duše, protože pro ni neexistují přirozené a rozumové důvody. Cílem je tedy reálná lidská mravnost, nikoli věčná spása, která by určovala rozumné a správné chování člověka zde na Zemi. Mravnost již není založena na víře a na strachu z posmrtné odplaty a trestu, ale na rozumu. Staví se také proti asketismu a odříkání pozemských slastí. Jelikož už není žádný posmrtný život, člověk by neměl opovrhovat svou lidskou povahou, ale naopak přijímat slasti, které mu život nabízí. Neznamená to ovšem bezuzdný hédonismus, nýbrž rozumné užívání toho, co život poskytuje. „Pokládám za stejně nespravedlivé si přirozené rozkoše zošklivovat jako se po nich příliš pídit.“

## Individualismus
Jak je patrné, Montaigne je silný individualista. Odmítá to, aby člověk pro blaho a dobro ostatních lidí zapomínal sám na sebe. Právě naopak zrazuje od toho, abychom se vedle vlastních starostí trápili starostmi svých přátel a blízkých. Člověk musí v první řadě myslet sám na sebe a na svůj prospěch, žít sám pro sebe. Toto silně individualistické stanovisko ale neznamená, že se člověk bouří proti společnosti nebo ji nějak odmítá. Jeho význam spočívá spíše v historickém osvobození lidské osobnosti. Nejvýznamnějším rysem Montaignovy etiky je uznání soběstačnosti lidského života, jehož cíl není spatřován nikde jinde než v životě samém. Život již není pouze prostředek ke spáse, nenásleduje po něm nic lepšího a vznešenějšího než naše pozemská existence. Život musí mít důstojný smysl a ospravedlnění sám v sobě. Tímto postojem Montaigne nahradil náboženskou odpověď na otázku smyslu života. Život už nemá smysl jen jako příprava na něco, co přijde po něm. Jeho smysl tkví v něm samém, v našem vlastním já. Člověk je schopen sám si určit svůj vlastní osud a dát tak svému životu smysl. Montaigne ovšem v tomto svém individualistickém postoji zapomíná na společnost, která člověka také formuje a do jisté míry ovlivňuje jeho život. Dnes totiž dáváme již třetí, opět zcela odlišný typ odpovědi na otázku životního smyslu, chápajíce, že smysl života je člověkem jen spoluurčován, avšak že objektivně jsme určeni společností, v níž žijeme, že společnost a její lidé určují náš osud, ať chceme nebo ne. Tento fakt se projevuje především v dnešní době, kdy jsou lidé závislí na společnosti daleko více, než tomu bylo v době, ve které žil Montaigne.

## Náboženství
Staví se proti rozumovému zdůvodnění víry. Racionální, přirozené odůvodnění náboženství není a ani nemůže být možné. Mimo rámec víry a nadpřirozených důvodů je teologie nemožná a neudržitelná. Proto kritizuje také antropomorfní představy o Bohu, které se mu pokoušejí připsat určité lidské vlastnosti. Proti nějaké konkrétní představě boha a jeho atributů staví Montaigne neosobní přírodní princip, který splývá s Bohem. Nejenže Boha nemůžeme zcela poznat, ale Bůh také nemá žádný vztah k lidským záležitostem a skutkům. „Jako by pro Boha znamenalo více či méně pohnout říší nebo listem na stromě.“ Bůh je sice ve světě jako přírodní zákon podle kterého se vše řídí, ale rozhodně nezasahuje do našich záležitostí nebo nemá vliv na konkrétní situace a události. Montaigne považuje každé existující náboženství za společenské ustanovení, za lidovou zvyklost. Zásadní rozdíly mezi jednotlivými náboženstvími neexistují. Žádná forma náboženství nemůže předložit důkazy své pravdivosti, které by byly přesvědčivější než u ostatních. Náboženství je „zákon“ vymyšlený lidmi jako síla vhodná k upevnění lidského společenství. Někteří lidé se v životě dokážou řídit rozumem, ale prostý lid potřebuje náboženství. To představuje jako obyčej určitého národa autoritu pro lidi, kteří se jím řídí, proto že je obecně uznáváno. Nemá ovšem žádné nepochybné znaky pravdivosti, proto by vědění mělo být od náboženství zcela odděleno a rozhodně by se mu nemělo jakkoli podřizovat.

## Člověk
Člověk je pro Montaigne bytost nestálá, měnící se v každém okamžiku. Jeho nejstálejší vlastností je nestálost. Člověk má povahu, která nesnáší pravidelnost, má rád rozmanitost. Je to ztělesněný rozpor, neboť o něm můžeme říkat protikladné věci, a přece to bude pravda. Člověk v životě nezažívá totožné okamžiky, nemá dánu nějakou konkrétní individualitu, neustále přechází z jednoho stavu do druhého. Život sám je neustálá změna, a proto není možné žít podle pevně daných a neměnných zásad. Proto jsou lidé nevypočitatelní, nikdy nejsou naprosto totožní ve svém jednání. Montaigne tedy pochopil, že všeobecná humanita, lidskost, se projevuje jen rozmanitostí konkrétních lidí, že lidé jsou souhrnem individualit, že lidé jsou osobnosti a nedají se zahrnout pod obecný kult člověka. Proto nikdy nesmíme zobecňovat zkušenosti, které máme o člověku. Nejde tedy říci, že člověk je od přirozenosti dobrý nebo zlý, statečný nebo zbabělý. Člověk je totiž ve skutečnosti vždy obojí, je ztělesněním protikladů. Ale jak říká Montaigne: „Největší věc na světě je vědět, jak být sám sebou.“ Člověk by se neměl přetvařovat a dělat, že je jiný. Měl by přijmout svou přirozenost, řídit se vlastním já a úsudkem, ne se hnát za potleskem druhých. Nemá smysl utíkat do světa snů a představ, něco si o sobě nalhávat. Život má smysl jen v sobě, a ne v jakékoli naší iluzi.

## Vliv
Pod Montaignovým vlivem byl François de La Mothe Le Vayer. Montaignovy Eseje měly velký vliv také na rozumový vývoj Pierra Bayla.